# 苏珊·格林菲尔德
苏珊·格林菲尔德（英語：Susan Greenfield，1950年10月1日—）是一位英国科学家和作家，上議院议员，主要研究方向是帕金森氏症和阿茲海默症的治疗，以及神经科学的意识领域，现代技术对大脑的影响。

## 个人生活
格林菲尔德1991年与牛津大学林肯学院教授彼得·阿特金斯结婚，2005年离婚。